# Marek Zub
Marek Zub (sinh ngày 24 tháng 8 năm 1964) là một huấn luyện viên bóng đá và cựu cầu thủ người Ba Lan, hiện đang là huấn luyện viên của Stal Rzeszów.

## Danh hiệu

### Huấn luyện viên
Žalgiris Vilnius
- A Lyga: 2013, 2014
- Cúp bóng đá Litva: 2012–13, 2013–14
- Siêu cúp Litva: 2013

Cá nhân
- Huấn luyện viên của năm tại Litva: 2014[2]